# Sydthy Provsti
Sydthy Provsti er et provsti i Aalborg Stift. Provstiet ligger i Thisted Kommune.
Sydthy Provsti består af 23 sogne med 25 kirker.
Indtil 30. april 2014 havde provstiet 10 pastorater. I dag har provstiet 8 pastorater.

## Pastorater indtil 30. april 2015
| Pastorater i Sydthy Provsti                | Pastorater i Sydthy Provsti     | Pastorater i Sydthy Provsti               |
| ------------------------------------------ | ------------------------------- | ----------------------------------------- |
| Bedsted-Grurup Pastorat                    | Boddum-Ydby Pastorat            | Harring-Stagstrup Pastorat                |
| Hørdum-Skyum Pastorat                      | Hurup-Gettrup-Helligsø Pastorat | Hvidbjerg Vesten Å-Ørum-Lodbjerg Pastorat |
| Nørhå-Sønderhå-Hørsted Pastorat            | Snedsted Pastorat               | Vestervig-Agger Pastorat                  |
| Visby-Heltborg-Hassing-Villerslev Pastorat |                                 |                                           |

## Pastorater i dag
| Pastorater i Sydthy Provsti                    | Pastorater i Sydthy Provsti     | Pastorater i Sydthy Provsti |
| ---------------------------------------------- | ------------------------------- | --------------------------- |
| Bedsted-Grurup Pastorat                        | Boddum-Ydby-Heltborg Pastorat   | Harring-Stagstrup Pastorat  |
| Visby-Hassing-Villerslev-Hørdum-Skyum Pastorat | Hurup-Gettrup-Helligsø Pastorat | Snedsted Pastorat           |
| Sø- og Klitpastoratet                          | Vestervig-Agger Pastorat        |                             |

## Sogne
| Sogne i Sydthy Provsti | Sogne i Sydthy Provsti | Sogne i Sydthy Provsti  |
| ---------------------- | ---------------------- | ----------------------- |
| Agger Sogn             | Bedsted-Grurup Sogn    | Boddum Sogn             |
| Harring Sogn           | Hassing Sogn           | Helligsø-Gettrup Sogn   |
| Heltborg Sogn          | Hurup Sogn             | Hvidbjerg Vesten Å Sogn |
| Hørdum Sogn            | Hørsted Sogn           | Lodbjerg Sogn           |
| Nørhå Sogn             | Skyum Sogn             | Snedsted Sogn           |
| Stagstrup Sogn         | Stenbjerg Sogn         | Sønderhå Sogn           |
| Vestervig Sogn         | Villerslev Sogn        | Visby Sogn              |
| Ydby Sogn              | Ørum Sogn              |                         |